# Assemblea costituente tunisina del 1956
Per la creazione di un'Assemblea costituente tunisina (in arabo المجلس القومي التأسيسي التونسي 1956‎?, al-Majlis al-Qawmī al-Taʾsīsī al-Tūnusī 1956) furono indette apposite elezioni il 25 marzo 1956, appena cinque giorni dopo il conseguimento dell'indipendenza del Regno di Tunisia dal protettorato francese.
Il risultato sancì la vittoria per l'Unione Nazionale, un'alleanza costituita dal partito del Neo-Dustur, dall'Unione Generale Tunisina del Lavoro (UGTT), dall'Unione Nazionale Tunisina degli Agricoltori e dall'Unione Tunisina degli Artigiani e dei Commercianti, che si aggiudicò tutti i 96 seggi dell'Assemblea, con l'opposizione comunista e indipendente che si aggiudicò appena l'1,3% del voto popolare.
A seguito del verdetto elettorale, Habib Bourguiba fu nominato Primo ministro di un governo a schiacciante maggioranza neo desturiana. L'affluenza alle urne fu dell'83,6% degli aventi diritto.

## Risultati
| Liste                                                                                         | Voti    | %      | Seggi |
| --------------------------------------------------------------------------------------------- | ------- | ------ | ----- |
| Unione Nazionale (ND-UGTT-UNTA-UTAC)                                                          | 597.763 | 98,7   | 98    |
| Partito Comunista Tunisino                                                                    | 7.352   | 1,2    | -     |
| Indipendenti                                                                                  | 235     | 0,1    | -     |
| Totale                                                                                        | 605.452 | 99,8   | 98    |
| Voti bianchi o nulli                                                                          | 1.447   | 0,2    | -     |
| Totale                                                                                        | 606.899 | 100,00 | -     |
| Affluenza alle urne                                                                           | 83,6    | -      |       |
| Elettori                                                                                      | 726.168 | -      |       |
| Fonte: Nohlen, Krennerich e Thibaut, Elections in Africa: A data handbook. ISBN 0-19-829645-2 |         |        |       |